# Mas Roura
Mas Roura és una masia amb elements gòtics de Maçanet de la Selva (Selva) inclosa a l'Inventari del Patrimoni Arquitectònic de Catalunya.

## Descripció
Edifici de dues plantes i golfes amb coberta de dues aigües a laterals que es complementa de diverses construccions annexes. Els angles de l'edifici estan sostinguts per pedres cantoneres granítiques que arriben fins al sostre i la resta, exceptuant els marcs de les obertures, és fet a base de pedra volcànica fosca.
La planta baixa consta d'una porta principal de mig punt adovellada i una finestra a cada costat, emmarcades de pedra amb motllures senzilles i enreixades de ferro forjat.
El primer pis conté tres finestres amb ampits i muntants de pedra, de llinda amb uns arcs conopials lobulats de dos peces i decoració cruciforme d'impostes. La finestra central, situada sobre la porta d'entrada és similar a les dels costats però a una escala més gran, amb doble imposta i amb decoració vegetal als lòbuls centrals. L'interior d'aquestes finestres són vidres amb reticules de plom. Entre dues de les finestres, a la part esquerra, hi ha un rellotge de sol fet de rajoles que conté un sol pintat. A la part lateral dreta del l'edifici, també al primer pis, es conserven encara les restes d'un altre rellotge de sol més vell.
Les golfes, finalment, tenen una obertura rectangular amb un pilar de separació al centre.
A un dels adossats de la part dreta, on hi ha una porta nova que dona a un pati interior, hi ha un escut que consta d'una corona sota la qual s'estén l'emblema d'una senyera i una mà amb uns brots de roure. A la part esquerra de la casa hi ha una edificació més moderna i restes d'un metre d'alçada d'una construcció fortificada.

## Història
Masia documentada des de finals del segle xii.
Al llarg de la història ha pertangut a diversos propietaris, durant un temps va pertànyer a l'esglèsia catòlica. Després ha anat passant per propietaris privats. Com a dada curiosa actualment pertany al cantant Erick Cayuela, després que els seus avis la compressin fa més de 40 anys.